# Оне су бомбе
Оне су бомбе (енгл. Bombshell) је америчка биографска драма из 2019. године. Режирао ју је Џеј Роуч, а сценарио је написао Чарлс Рендолф. Главне улоге играју Шарлиз Терон, Никол Кидман и Марго Роби. Радња прати групу жена које желе да оптуже извршног директора Фокс њуза, Роџера Ејлса за сексуални напад. Глумци Џон Литгоу, Кејт Мекинон, Кони Бритон, Малком Макдауел и Алисон Џени се појављују у споредним улогама.
Пројекат је први пут објављен у мају 2017. године, након Ејсове смрти. Потврдио га је Роуч следеће године. Велики део глумаца се придружио у лето и снимање је почело у октобру 2018. године у Лос Анђелесу.

## Радња
Филм доноси причу о томе како су запослене телевизијске куће Фокс њуз одлучују да оптуже дугогодишњег директора те куће, Роџера Ејлса , који је годинама, без последица, сексуално напаствовао и узнемиравао жене које су радиле за Фокс њуз. Поднеле су оптужбе за сексуално узнемиравање , а у замену за тишину им је понуђена велика свота новца — оно што је кренуло из тишине постала је права бомба.

## Улоге
| Глумац            | Улога          |
| ----------------- | -------------- |
| Шарлиз Терон      | Мегин Кели     |
| Никол Кидман      | Гречен Карлсон |
| Марго Роби        | Кајла Поспишил |
| Џон Литгоу        | Роџер Ејлс     |
| Кони Бритон       | Бет Ејлс       |
| Роб Делени        | Гил Норман     |
| Марк Дуплас       | Даглас Брунт   |
| Лив Хјусон        | Лили Балин     |
| Алисон Џени       | Сузан Естрич   |
| Бриџет Ланди-Пајн | Џулија Кларк   |
| Малком Макдауел   | Руперт Мердок  |
| Кејт Мекинон      | Џес Кар        |